# Martin Böttcher (Musikjournalist)
Martin Böttcher (* 20. Januar 1972 in West-Berlin) ist ein deutscher Hörfunkmoderator, Journalist, Musikkritiker und DJ. Er lebt in Berlin.

## Leben
Böttcher ist im Westberliner Bezirk Charlottenburg geboren worden. Er stammt aus einer Kohlenhändlerfamilie. Er hat Abitur und einen an der FU Berlin erreichten Magisterabschluss in Amerikanistik und Publizistik. An der Berliner Journalistenschule hat er eine Ausbildung zum Redakteur durchlaufen. Böttcher hat für verschiedene Zeitungen und Zeitschriften geschrieben (taz, zitty, Tagesspiegel, Mixmag Germany), fürs Fernsehen gearbeitet (Deutsche Welle), für verschiedene Online-Plattformen (Netzeitung, Piqd) und für eine Reihe von Radiosendern, vor allem für Fritz vom rbb und für den Deutschlandfunk und Deutschlandfunk Kultur. Seit Januar 2008 moderiert er einmal die Woche die Sendung Electro Royale beim Internetradiosender ByteFM. Als Redakteur betreute Böttcher unter anderem die ByteFM-Sendung Deutschrap. Zu seinen Schwerpunktthemen gehört der Themenkomplex Club und Techno. Er betreibt das Club-Blog technoarm und das Schwimm-Blog johnnywater.de Beim Deutschlandfunk Kultur moderiert er die Sendungen Tonart, Breitband und Echtzeit.
2018 moderierte Böttcher gemeinsam mit der Journalistin Laura Ewert für die Red Bull Music Academy die Podcast-Reihe Berlin Zwanzig. Im Januar 2022 rief Böttcher gemeinsam mit dem Musikjournalisten Andreas Müller den wöchentlichen Podcast Pop nach 8 ins Leben.

## Werke/Schriften
- Martin Böttcher: Auseinandersetzung mit dem Genre der „hard boiled detective novel“ bei Crumley und Vachss. Tectum-Verlag, Marburg 1996, ISBN 978-3-89608-693-8

## Preise
- 2010 Journalistenpreis des Vereins Andere Zeiten